# Saint Patrick (Dominica)
Saint Patrick ist ein Parish-Distrikt auf der Insel Dominica. Das Parish hatte im Jahr 2011 7606 Einwohner auf einer Fläche von 84,4 km². Der Rio Blanche, einer der Hauptflüsse in Dominica, entspringt  im Innern der Insel und fließt im Parish ins Meer.

## Orte
- Berekua
- La Plaine